# Приютинська сільська рада (Петуховський район)
Прию́тинська сільська рада (рос. Приютинский сельский совет) — сільське поселення у складі Петуховського району Курганської області Росії.
Адміністративний центр — село Велике Приютне.
Населення сільського поселення становить 388 осіб (2017; 492 у 2010, 605 у 2002).

## Склад
До складу сільського поселення входять:
| Населений пункт        | Населення, осіб (2002) | Населення, осіб (2010) |
| ---------------------- | ---------------------- | ---------------------- |
| Велике Приютне, село   | 406                    | 331                    |
| Мале Приютне, присілок | 67                     | 55                     |
| Підувальна, присілок   | 132                    | 106                    |